# Jean-Maxime Claude
Pour les articles homonymes, voir Claude.
Jean-Maxime Claude, né le 24 juin 1823 à Paris et mort le 4 juin 1904 à Maisons-Laffitte, est un peintre français.

## Biographie

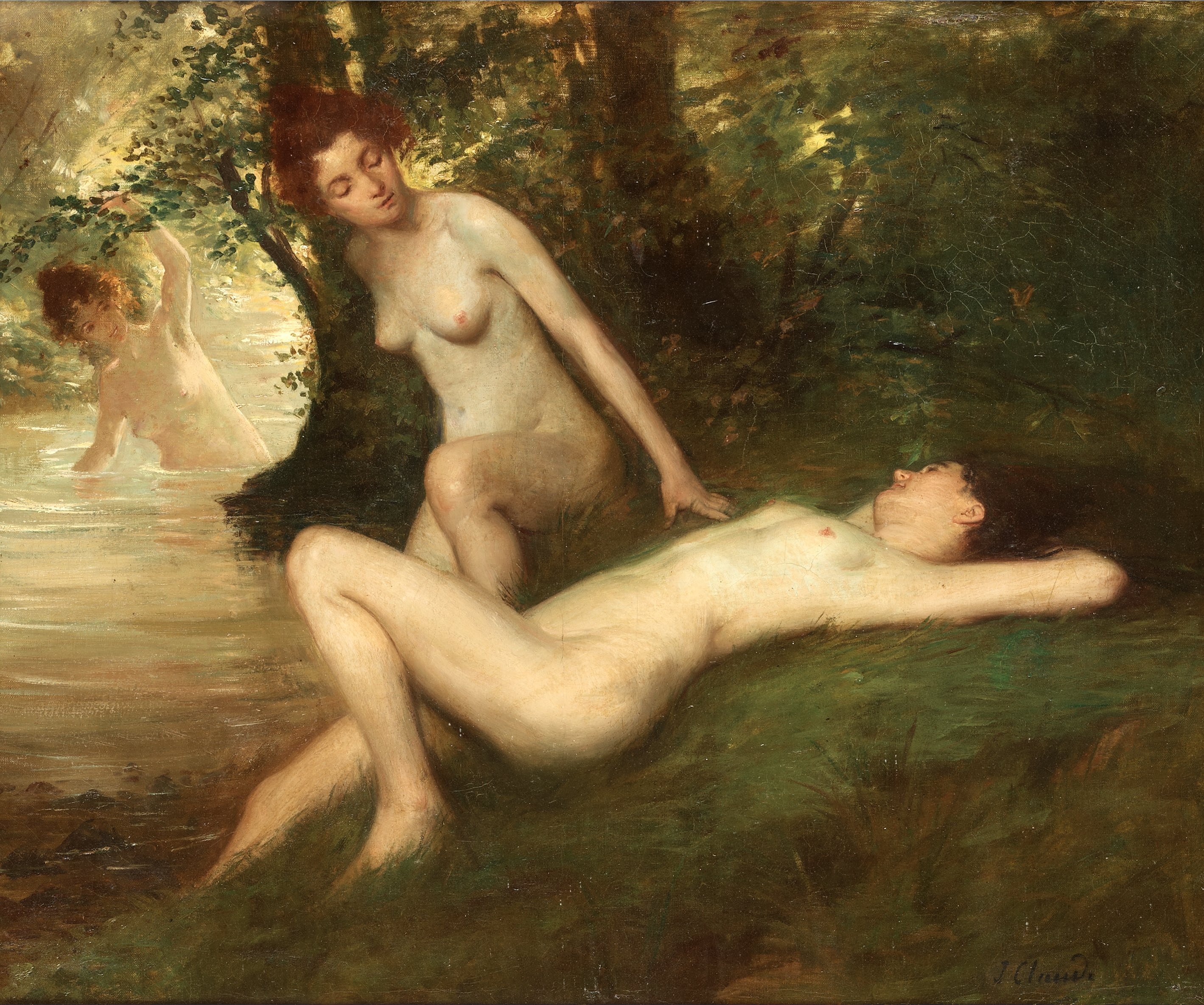
Nymphes se baignant, localisation inconnue.

Jean-Maxime Claude est élève de Pierre-Victor Galland.
Il expose au Salon des artistes français à partir de 1861 et obtient des récompenses en 1866, 1869 et 1872.
Membre de la Société d'aquarellistes français, il envoie sept de ses œuvres à l'Exposition universelle de 1900 à Paris.
Actif aussi à Londres, où il passe plusieurs années, il est le père du peintre Georges Claude.
Il est nommé chevalier de la Légion d'honneur le 13 juillet 1884.

## Œuvres dans les collections publiques
France
- Chantilly, musée Condé :
  - Valet de limier partant pour faire le bois, 1864 ;
  - La Meute sortant des grandes écuries de Chantilly, 1865.

Royaume-Uni
- Wimpole (Cambridgeshire), Wimpole Estate (en) : Cavaliers s'abritant sous l'arc de Wellington, Londres, 1872.

Œuvres de Jean-Maxime Claude
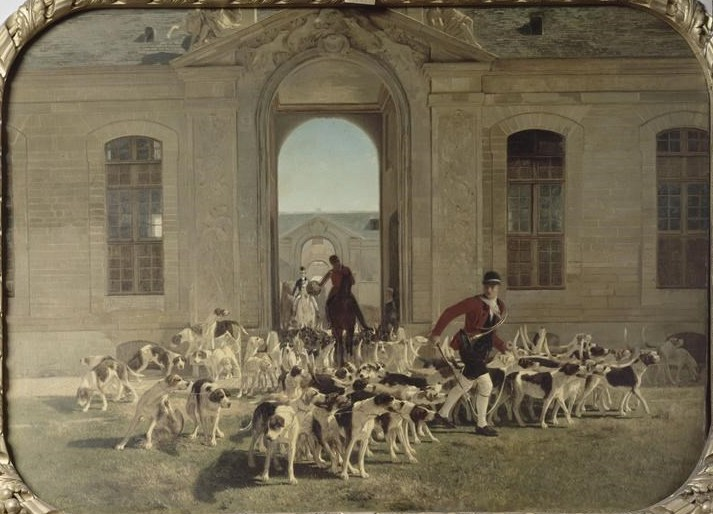
La Meute sortant des grandes écuries de Chantilly (1865), Chantilly, musée Condé.
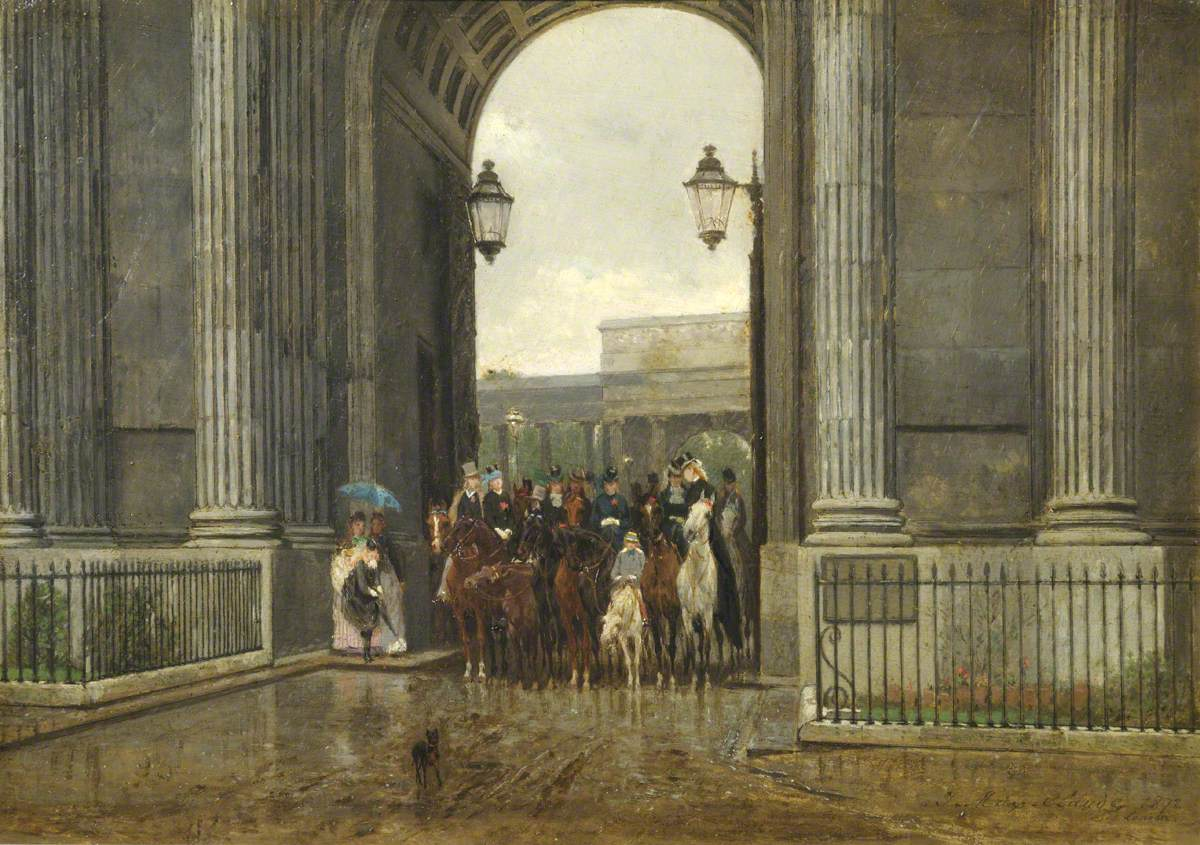
Cavaliers s'abritant sous l'arc de Wellington, Londres (1872), Wimpole (Cambridgeshire), Wimpole Estate (en).
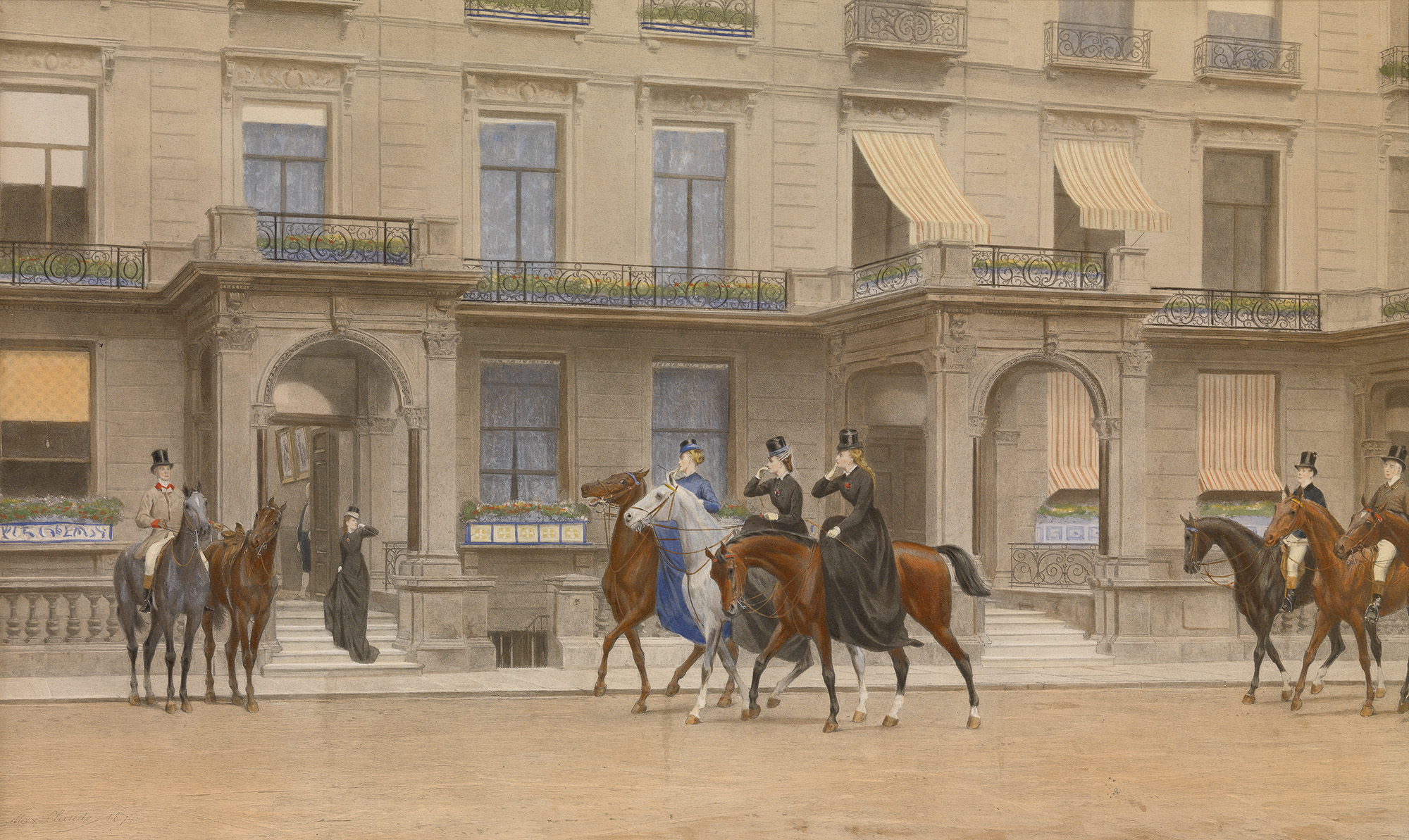
En passant devant l'ambassade d'Autriche, localisation inconnue.